# Ahh! Monica!
Ahh! Monica! – longplay szwedzkiej piosenkarki Moniki Zetterlund, wydany w kwietniu 1962 roku nakładem wydawnictwa muzycznego Philips Records. 
Wydawnictwo powstało przy akompaniamencie orkiestry Georga Riedelsa, zaś za jego layout odpowiedzialny był Yngve Solberg.
Album doczekał się wielu reedycji, między innymi w Szwecji w 1966, 1974, 1991 oraz 2001 roku, a także w Japonii w 2006 oraz 2014 roku (nakładem Philips oraz Universal Music). Wydawnictwa z 1974 oraz 1991 roku ukazały się w niezmienionych wersjach pod nazwą Sakta vi gå genom stan.

## Lista utworów
Opracowano na podstawie materiału źródłowego.
Strona A
| 1. | „Sakta vi gå genom stan (Walkin’ My Baby Back Home)” (muz. Fred E. Ahlert, sł. Beppe wolgers) | 3:18  |
|    |                                                                                               |       |
| 2. | „Mister Kelly” (muz. i sł. Owe Thörnqvist)                                                    | 2:49  |
|    |                                                                                               |       |
| 3. | „Rockin’ Chair” (muz. Hoagy Carmichael, sł. Beppe Wolgers)                                    | 2:55  |
|    |                                                                                               |       |
| 4. | „Kärlek och pepparrot” (muz. Olle Adolphson, sł. Björn Lindroth)                              | 3:08  |
|    |                                                                                               |       |
| 5. | „Va’ e’ de’ där? (Dat dere)” (muz. Bobby Timmons, sł. Beppe Wolgers)                          | 2:50  |
|    |                                                                                               |       |
| 6. | „Stick iväg, Jack (Hit the Road Jack)” (muz. Percy Mayfield, sł. Beppe Wolgers)               | 1:46  |
|    |                                                                                               |       |
|    |                                                                                               | 16:46 |
|    |                                                                                               |       |
Strona B
| 1. | „När min vän” (muz. i sł. Owe Thörnqvist)                                            | 3:00  |
|    |                                                                                      |       |
| 2. | „I New York (Take Five)” (muz. Paul Desmond, sł. Beppe Wolgers)                      | 2:12  |
|    |                                                                                      |       |
| 3. | „Säg några vackra ord (Baltimore Oriole)” (muz. Hoagy Carmichael, sł. Beppe Wolgers) | 3:54  |
|    |                                                                                      |       |
| 4. | „Du måste ta det kallt (Stockholm Sweetin’)” (muz. Quincy Jones, sł. Beppe Wolgers)  | 2:39  |
|    |                                                                                      |       |
| 5. | „Katten Felix” (muz. Georg Riedel, sł. Beppe Wolgers)                                | 2:03  |
|    |                                                                                      |       |
| 6. | „Så tyst (Speak Low)” (muz. Kurt Weill, sł. Gösta Rybrant)                           | 3:03  |
|    |                                                                                      |       |
|    |                                                                                      | 16:51 |
|    |                                                                                      |       |